# 反斗紅星放暑假
《反斗紅星放暑假》（英語：Summer Stars Gone Wild）是香港電視廣播有限公司製作的遊戲節目，全節目共10集。本節目於2013年7月1日起逢星期一至五晚上22:30-23:00於翡翠台、高清翡翠台播出，並於myTV提供節目重溫。節目為2013年TVB Amazing Summer推介節目之一。
本節目首5集於長隆旅遊度假區進行拍攝，名為《反斗紅星放暑假 長隆旅遊度假區非常任務》；後5集則於香港迪士尼樂園錄影，名為《反斗紅星放暑假 迪士尼非常任務》。一眾藝人會分別到兩地完成各項刺激任務，為觀眾帶來夏日氣氛。

## 每集內容

### 長隆旅遊度假區非常任務
| 集數 | 播映日期 | 主題                     | 參與藝人                                                          | 任務           |
| 01   | 7月1日   | 反斗紅星番禺大作反       | 關菊英                                                            | 小象洗白白     |
| 01   | 7月1日   | 反斗紅星番禺大作反       | 黃智雯                                                            | 驚驚青青餵飽鳥 |
| 01   | 7月1日   | 反斗紅星番禺大作反       | 雨 僑、林盛斌、郭田葰、莊思敏、姚子羚、關婉珊、李綺雯、A2A        | 猛男抱泡俏佳人 |
| 01   | 7月1日   | 反斗紅星番禺大作反       | 泰 臣、梁 琤、魯 芬、關菊英、林盛斌、八両金                       | 講大話         |
| 01   | 7月1日   | 反斗紅星番禺大作反       | 林盛斌、八両金                                                    | 食得「猴」禽   |
| 01   | 7月1日   | 反斗紅星番禺大作反       | 泰 臣、魯 芬                                                      | 喂你乜「歌」呀 |
| 02   | 7月2日   | 叻哥成「三項鐵豬賽」導師 | 陳百祥                                                            | 至叻豬嘜藝訓班 |
| 02   | 7月2日   | 叻哥成「三項鐵豬賽」導師 | 黃祥興、龔嘉欣、彭慧中                                            | 影你唔到淋瓜你 |
| 02   | 7月2日   | 叻哥成「三項鐵豬賽」導師 | 朱晨麗、李思欣                                                    | 美女與阿「蛇」 |
| 02   | 7月2日   | 叻哥成「三項鐵豬賽」導師 | 雨 僑、高鈞賢、莊思敏、蔡慧欣                                     | 4人5足衝衝衝   |
| 02   | 7月2日   | 叻哥成「三項鐵豬賽」導師 | 白 雲、泰 臣、陳國峰、梁嘉琪、陳庭欣、蔡慧欣、岑杏賢、彭慧中      | 講大話         |
| 02   | 7月2日   | 叻哥成「三項鐵豬賽」導師 | 泰 臣、梁嘉琪                                                     | 真實方言       |
| 03   | 7月3日   | 最意想不到的過關任務     | 薛家燕、陳自瑤、陳庭欣                                            | 係要搞到你開屏 |
| 03   | 7月3日   | 最意想不到的過關任務     | 李亞男、麥玲玲                                                    | 還完靚靚房     |
| 03   | 7月3日   | 最意想不到的過關任務     | 安德尊、張美妮、趙永洪、張名雅、劉威煌、謝東閔                    | 密食的生番     |
| 03   | 7月3日   | 最意想不到的過關任務     | 張嘉兒、岑杏賢                                                    | We嘩鬼叫反斗星 |
| 03   | 7月3日   | 最意想不到的過關任務     | 陳百祥、梁烈唯、薛家燕、陳自瑤、沈卓盈、苟芸慧                    | 講大話         |
| 03   | 7月3日   | 最意想不到的過關任務     | 袁偉豪、陳國峰                                                    | 吹得快好世界   |
| 03   | 7月3日   | 最意想不到的過關任務     | 陳自瑤、沈卓盈                                                    | 巨龍的咆哮     |
| 03   | 7月3日   | 最意想不到的過關任務     | 陸浩明、李綺雯、朱紫嬈、周子揚、林師傑                            | 大腳紅星大步走 |
| 04   | 7月4日   | 唯唯苟姑娘齊刷牙         | 苟芸慧、梁烈唯                                                    | 擘大個口刷刷刷 |
| 04   | 7月4日   | 唯唯苟姑娘齊刷牙         | 黎芷珊、宋熙年                                                    | 你估我唔到     |
| 04   | 7月4日   | 唯唯苟姑娘齊刷牙         | 雨 僑、泰 臣、高鈞賢、莊思敏、八両金、姚子羚、關婉珊、陸浩明、A2A | 嗱嗱淋音樂椅   |
| 04   | 7月4日   | 唯唯苟姑娘齊刷牙         | 泰 臣、苟芸慧、陳自瑤、薛家燕、莊思敏、梁烈唯、李綺雯             | 講大話         |
| 04   | 7月4日   | 唯唯苟姑娘齊刷牙         | 陳庭欣、黃祥興                                                    | 型男襪襪除     |
| 04   | 7月4日   | 唯唯苟姑娘齊刷牙         | 薛家燕                                                            | 無敵煎蛋王     |
| 05   | 7月5日   | 誰是禽獸？               | 謝天華                                                            | 大人細路寸寸共 |
| 05   | 7月5日   | 誰是禽獸？               | 泰 臣、黎芷珊、黃智雯、鄧健泓                                     | 我最似禽獸     |
| 05   | 7月5日   | 誰是禽獸？               | 白 雲、魯 芬、陸浩明、郭田葰、莊思敏、朱紫嬈、關婉珊、周子揚      | 洪水猛扣       |
| 05   | 7月5日   | 誰是禽獸？               | 泰 臣、安德尊、張美妮、趙永洪、張名雅、劉威煌、梁嘉琪、張嘉兒     | 講大話         |
| 05   | 7月5日   | 誰是禽獸？               | 周志文、周志康                                                    | 高帽唔怕戴     |
| 05   | 7月5日   | 誰是禽獸？               | 梁 琤                                                             | 高人紅星GoGoGo |
| 05   | 7月5日   | 誰是禽獸？               | 泰 臣、袁偉豪、岑杏賢、莊思明、陳國峰、謝東閔                     | 飛越極速12秒   |
| 05   | 7月5日   | 誰是禽獸？               | 吳業坤、翟威廉                                                    | 虎虎相逼       |

### 迪士尼非常任務
| 集數 | 播映日期 | 主題                     | 參與藝人                                                                              | 任務               |
| 06   | 7月8日   | 星級主持的實力           | 鄭裕玲                                                                                | 星級褓姆           |
| 06   | 7月8日   | 星級主持的實力           | 張頴康、古明華、溫家偉、王梓軒、梁政珏、高海寧                                        | 短兵相接水         |
| 06   | 7月8日   | 星級主持的實力           | 陸浩明、崔建邦                                                                        | 講咩話？廣東話！   |
| 06   | 7月8日   | 星級主持的實力           | 泰 臣、梁靖琪、朱千雪、張致恆、楊梓瑤、洪天明、莊思敏、林穎彤、彭懷安、張繼聰         | 講大話             |
| 06   | 7月8日   | 星級主持的實力           | 胡 楓、謝雪心、鄭嘉嘉                                                                 | 小小世界認朋友     |
| 07   | 7月9日   | 集齊樂園襟章             | 商天娥、黃浩然                                                                        | TeaCup數學堂       |
| 07   | 7月9日   | 集齊樂園襟章             | 陳 煒、吳業坤                                                                         | 襟章換一換         |
| 07   | 7月9日   | 集齊樂園襟章             | 狄易達、蔚雨芯                                                                        | 祝你生日快樂       |
| 07   | 7月9日   | 集齊樂園襟章             | 泰 臣、蝦 頭、陳 煒、古明華、張美妮、高海寧、梁政珏、溫家偉                           | 講大話             |
| 07   | 7月9日   | 集齊樂園襟章             | 郭政鴻、李亞男                                                                        | 士兵士兵大聲唱     |
| 07   | 7月9日   | 集齊樂園襟章             | 許廷鏗、吳若希                                                                        | 「唱」遊迷離大宅   |
| 07   | 7月9日   | 集齊樂園襟章             | 麥雅緻、吳幸美、麥美恩、黃煦齡                                                        | 即影即「友」搞搞震 |
| 08   | 7月10日  | 在樂園中尋找快樂之源     | 羅仲謙、鍾嘉欣                                                                        | 你這剎那在何方？   |
| 08   | 7月10日  | 在樂園中尋找快樂之源     | 林欣彤、胡鴻鈞、羅孝勇、馮允謙、周志文、周志康                                        | 探險動物逐個捉     |
| 08   | 7月10日  | 在樂園中尋找快樂之源     | Super Girls、Robynn & Kendy、A2A、C AllStar                                           | 櫈下魔法SPELL      |
| 08   | 7月10日  | 在樂園中尋找快樂之源     | 張美妮                                                                                | 礦車極速POSE！     |
| 08   | 7月10日  | 在樂園中尋找快樂之源     | 泰 臣、蝦 頭、馬賽、許廷鏗、吳若希、朱慧敏、何傲兒、張秀文                            | 講大話             |
| 08   | 7月10日  | 在樂園中尋找快樂之源     | 楊思琦                                                                                | 星級清潔員         |
| 08   | 7月10日  | 在樂園中尋找快樂之源     | 鄧佩儀                                                                                | 拖拖畫畫           |
| 09   | 7月11日  | 鄧梓峰挑戰「自己的遊戲」 | 汪明荃、鄧梓峰                                                                        | 巴斯光年大對戰     |
| 09   | 7月11日  | 鄧梓峰挑戰「自己的遊戲」 | 沈卓盈、陳自瑤、陳國峰                                                                | 超升級版句子重組   |
| 09   | 7月11日  | 鄧梓峰挑戰「自己的遊戲」 | 何傲兒、張秀文、岑杏賢、彭慧中                                                        | 你畫咩畫？         |
| 09   | 7月11日  | 鄧梓峰挑戰「自己的遊戲」 | 蔣家旻、羅天宇                                                                        | 迪士尼知幾多       |
| 09   | 7月11日  | 鄧梓峰挑戰「自己的遊戲」 | 泰 臣、蝦 頭、林欣彤、胡鴻鈞、羅孝勇、馮允謙、吳業坤、周志文、周志康                  | 講大話             |
| 09   | 7月11日  | 鄧梓峰挑戰「自己的遊戲」 | 馬賽、朱慧敏                                                                          | 馬上找不同         |
| 09   | 7月11日  | 鄧梓峰挑戰「自己的遊戲」 | 徐 榮、朱 璇                                                                          | 眾裡尋找他他他     |
| 10   | 7月12日  | 反斗街坊大拯救           | 森 美、阮小儀、梁靖琪、張致恆、洪天明、朱千雪、楊梓瑤、張繼聰、莊思敏、林穎彤、彭懷安 | 反斗街坊大拯救     |
| 10   | 7月12日  | 反斗街坊大拯救           | 曾華倩                                                                                | 星級大廚           |
| 10   | 7月12日  | 反斗街坊大拯救           | 泰 臣、蝦 頭、鄧梓峰、蔣家旻、羅天宇、沈卓盈、陳自瑤、郭政鴻、李亞男                  | 講大話             |

## 收視
以下為本節目於香港無綫電視翡翠台、高清翡翠台之收視紀錄：
| 週次 | 集數  | 日期                  | 平均收視 |
| ---- | ----- | --------------------- | -------- |
| 1    | 01-05 | 2013年7月1日－7月5日  | 21點     |
| 2    | 06-10 | 2013年7月8日－7月12日 | 21點     |

## 外部連結
- 無綫電視節目網頁 - 反斗紅星放暑假（页面存档备份，存于）

| 香港無綫電視翡翠台、高清翡翠台 星期一至五 22:30-23:00 時段 | 香港無綫電視翡翠台、高清翡翠台 星期一至五 22:30-23:00 時段                                                                         | 香港無綫電視翡翠台、高清翡翠台 星期一至五 22:30-23:00 時段 |
| ---------------------------------------------------------- | --- | ---------------------------------------------------------- |
|                                                            | 反斗紅星放暑假 長隆旅遊度假區非常任務 （2013年7月1日－2013年7月5日） 反斗紅星放暑假 迪士尼非常任務 （2013年7月8日－2013年7月12日） |                                                            |
| 求愛大作戰 （2013年6月10日－2013年6月28日）                | 千奇百趣玩FREE D （2013年7月15日－2013年8月16日）                                                                                  |                                                            |